# Bartolomeu da Cunha Gago
Bartolomeu da Cunha Gago foi um bandeirante natural de Taubaté  que tinha vínculos políticos com o poder religioso local, em especial com o Padre Francisco, cuja família é descrita por Silva Leme no volume V página 185 de sua «Genealogia Paulistana». Tinha vínculos importantes com políticos, como José Marciel da Costa, e José Da Silva Prato. Era irmão de outro bandeirante, Antônio da Cunha Gago, e filho de outro do mesmo nome apelidado O Gambeta. O pai, casado desde 1630 com Marta de Miranda, morreu em 1674. Experiente, fez muitas entradas, a de 1641 com Jerônimo Pedroso de Barros ao Rio Grande do Sul atual, a de seu primo Henrique da Cunha Lobo que em 1662 saiu de Taubaté para os sertões da atual Minas Gerais à cata de índios...
Bartolomeu, segundo alguns autores, foi o primeiro a encontrar ouro no sertão, em 1680, embora pequena porção apenas. Era casado com Maria Portes de El-R, filha de João Portes de El-Rei, morta em Taubaté em 1685. Tiveram um filho, do mesmo nome que o pai, que acompanhou D. Rodrigo Castelo Branco na sua expedição de 1681 e andou posteriormente descobrindo ouro em Aiuruoca e Baependi. Casou com Margarida Bueno da Veiga de Mendonça, morta em 1710.